# Michaił Matafonow
Michaił Iwanowicz Matafonow (ros. Михаил Иванович Матафонов, ur. 28 grudnia 1928 we wsi Alija w Kraju Dalekowschodnim (Rosyjskiej FSRR), zm. 16 stycznia 2012 w Czycie) – radziecki polityk, I sekretarz Komitetu Obwodowego KPZR w Czycie (1973-1986).
W latach 1950–1958 II sekretarz i I sekretarz rejonowego komitetu Komsomołu w Czycie, kierownik działu gazety "Komsomolec Zabajkalja", sekretarz Komitetu Obwodowego Komsomołu w Czycie, 1954 ukończył Państwowy Instytut Pedagogiczny w Czycie. 1958-1964 I sekretarz komitetu rejonowego KPZR w Czycie, organizator partyjny i sekretarz komitetu partyjnego w Zarządzie Kołchozowo-Sowchozowym, 1964-1971 sekretarz, a 1971-1973 II sekretarz Komitetu Obwodowego KPZR w Czycie. Od 11 lipca 1973 do 2 września 1986 I sekretarz Komitetu Obwodowego KPZR w Czycie, 1976-1989 zastępca członka KC KPZR. 1974-1989 deputowany do Rady Związku Rady Najwyższej ZSRR od 8 do 11 kadencji, od 2004 deputowany obwodowej Dumy w Czycie, członek frakcji KPFR. W 2003 otrzymał honorowe obywatelstwo obwodu czytyjskiego.

## Odznaczenia
- Order Lenina (27 grudnia 1978)
- Order Rewolucji Październikowej (1973)
- Order Czerwonego Sztandaru Pracy (dwukrotnie - 1971 i 1985)
- Order „Znak Honoru” (1966)
- Medal za Zasługi dla Obwodu Czytyjskiego (1997)